# Єва Ельфі
Юлія Сергіївна Романова (рос. Романова Юлия Сергеевна нар.1997, або 27 травня 2000, Омськ, Росія), відома, як Єва Ельфі (англ. Eva Elfie) — російська порноакторка, вебкам-модель, блогерка, еротична фотомодель і ютуберка. 30 листопада 2022 року очолила рейтинг популярності порноакторок Pornhub.

## Життєпис
У 2017 році працювала кореспонденткою "Першого міського каналу" (Омськ). Після закінчення середньої школи познайомилася зі своїм майбутнім партнером по зйомках, що згодом став відомим під псевдонімом Адам Оцелот (англ. Adam Ocelot) та з яким вона одружилася у грудні 2019. У серпні 2018 року разом з Адамом переїхала до Москви, де вступила на факультет журналістики. Перепробувала безліч вакансій, серед яких були менеджерка і офіціантка.
Перші зйомки як оголеної фотомоделі відбулися восени 2018 року у Криму. Незабаром прийняла пропозицію на порнозйомку в сцені мастурбації. Через кілька місяців погодилася на сцени традиційного і лесбійського сексу, для зйомок в яких поїхала в Чехію. Після повернення в Москву вирішила знімати любительське порно і в лютому 2019 року створила канал на Pornhub. Її перше відео здобуло велику популярність і до лютого 2020 року налічувало понад 53 мільйони переглядів. До початку листопада 2020 зайняла четверте місце в рейтингу Pornhub, ставши однією з найпопулярніших на сайті. У листопаді 2022 року очолила цей рейтинг. 
Знімається для порностудій і сайтів Amour Angels, Babes, Brazzers, MetArt, Nubiles, Reality Kings, TeamSkeet, WowGirls.
За даними Internet Adult Film Database на листопад 2020 року, знялася в 38 порносценах.
До березня 2022 року проживала в Москві, потім переїхала в Каліфорнію. З лютого 2020 року веде канал YouTube, на якому розповідає про секс-індустрію.

## У культурі
У 2020 році з'явилася як ігрова персонажка у симуляторі побачень Booty Calls компанії Nutaku.

## Нагороди та номінації
| Рік  | Нагорода          | Результат    | Категорія                                                                       | Фільм                               |
| ---- | ----------------- | ------------ | ------------------------------------------------------------------------------- | ----------------------------------- |
| 2019 | Pornhub Award     | Номінація    | Королева мінету — найкраща виконавиця мінету                                    | Н/Д                                 |
| 2020 | Pornhub Award     | Номінація    | Найпопулярніша виконавиця                                                       | Н/Д                                 |
| 2020 | Pornhub Award     | Номінація    | Найпопулярніша виконавиця за версією жінок                                      | Н/Д                                 |
| 2020 | XBIZ Europa Award | Перемога     | Артистка року — відеокліпи                                                      | Н/Д                                 |
| 2021 | AVN Award         | Перемога     | Краща нова іноземна старлетка                                                   | Н/Д                                 |
| 2021 | AVN Award         | Номінація    | Краща сцена сексу хлопець/дівчина в іноземному фільмі (разом з Адамом Оцелотом) | Eva Elfie — Divine Beauty           |
| 2021 | AVN Award         | Номінація    | Нагорода шанувальників: найгарячіший новачок                                    | Н/Д                                 |
| 2021 | XBIZ Award        | Номінація    | Артист року — відеокліпи                                                        | Н/Д                                 |
| 2022 | AVN Award         |              | Улюблена зірка інді-кліпів                                                      |                                     |
| 2022 | Pornhub Award     |              | Найпопулярніша виконавиця серед жінок                                           |                                     |
| 2022 | Pornhub Award     | Nicest Pussy |                                                                                 |                                     |
| 2023 | XBIZ Award        |              | Кліп-артист року                                                                |                                     |
| 2023 | Pornhub Award     |              | Найпопулярніша виконавиця серед жінок                                           |                                     |
| 2024 | AVN Award         |              | Найкраща міжнародна сцена сексу між дівчатами                                   | *разом з Літтл Капріс – Dollhouse 2 |

## Фільмографія
- 2019 — Petite HD Porn 28: Too Naughty To Say No
- 2020 — True Amateurs Blondes Edition
- 2020 — Shower Solos
- 2021 — Me, Myself and I 2
- 2022 — Icons 5
- 2023 — Young and Beautiful 11